# Catastrophe de la mine de Fraterville
La catastrophe de la mine de Fraterville (en anglais : Fraterville Mine disaster) est une explosion survenue dans la mine de charbon de Fraterville (en) le 19 mai 1902, dans l'État du Tennessee, aux États-Unis. Finalement, 216 mineurs sont morts à la suite de l'explosion, soit sur le coup, soit à cause des séquelles. Cela en fait la pire catastrophe minière de l'histoire de l'État.
La cause de l'explosion, bien qu'elle n'ait jamais été entièrement déterminée, est probablement due à l'accumulation de méthane qui s'est échappé d'une mine adjacente non ventilée,.
Peu de temps après la catastrophe, les corps de 89 des 216 mineurs tués dans l'explosion sont enterrés dans ce qui est devenu connu sous le nom de « Cercle de mineurs de Fraterville » (Fraterville Miners' Circle) au cimetière Leach dans la ville voisine de Coal Creek (désormais nommée Rocky Top). En 2005, ce cercle est inscrit au Registre national des lieux historiques.

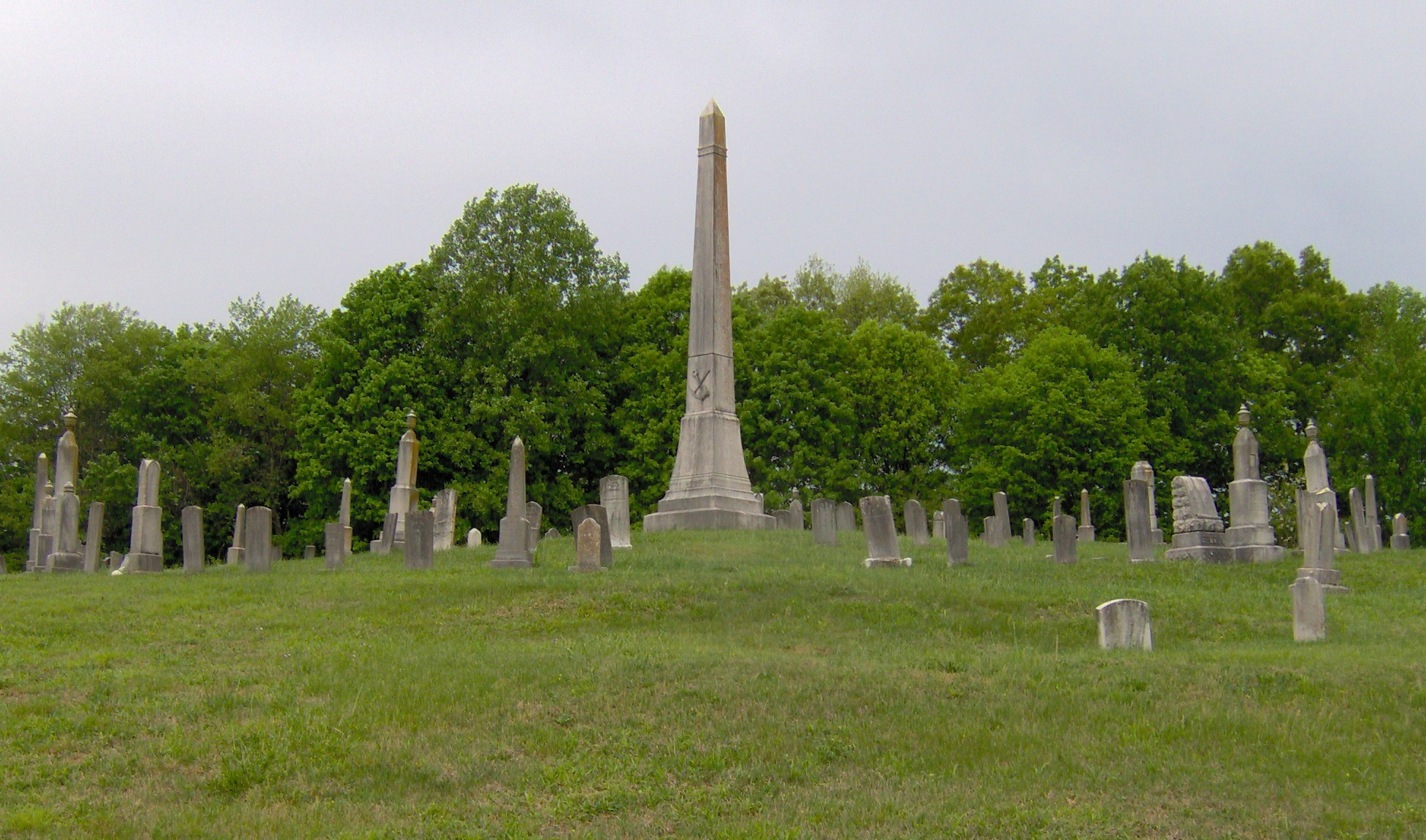
Le « Cercle de mineurs de Fraterville », à Rocky Top.